# Antonio Canal (politico)
Antonio Canal (Venezia, 15 aprile 1567 – Venezia, 30 ottobre 1650) è stato un politico italiano della Repubblica di Venezia.

## Biografia
Nacque dai Canal di San Barnaba, figlio di Giovanni e di Marina Molin. Nel 1607 aveva sposato Lucia Soranzo che gli diede, fra gli altri, Alvise, Francesco Maria, Giacomo e Piero, come lui impegnati nella vita pubblica della Serenissima.
Tra il 1598 e il 1623 ricoprì una lunga serie di incarichi amministrativi: fu nel Collegio dei dodici, auditor novo della Quarantia ordinaria per quattro bimestri, consiglier de respetto del Collegio dei venti savi, provveditor al cottimo di Damasco, ufficiale alle Rason vechie, membro dei Dieci savi sopra Rialto, della zonta stravacante del Consiglio dei Pregadi, nei sessanta del Consiglio dei Pregadi, nei sessanta della zonta, sopra atti del Sopragastaldo, capo del Consiglio dei dieci, consigliere di Dorsoduro; nel 1626 era inquisitore di Stato e come tale si occupò del caso di Angelo Badoer.
Dal 1627 al 1629 fu podestà di Padova. Durante questo mandato si occupò di varie questioni (trasferimento del convento delle Illuminate, catastico, rivendicazioni dei sedici deputati) ma fra tutte spicca il problema delle derrate alimentari che erano insufficienti per gli scarsi raccolti risparmiati dalle calamità naturali. Dimostrò di essere dalla parte del popolo minuto e condannò la decisione degli avogadori che avevano accolto alcune richieste per sospendere l'obbligo di condotta de' formenti in città. Segnalò inoltre la decadenza dell'Università, dovuta, a suo avviso, agli «huomini non inclinati alla virtù come solevano ne' passati tempi», e dell'Accademia di cavalleria, originata invece dalla mancanza di fondi.
Nel 1631 fu nominato capitano di Brescia, ma rifiutò l'incarico. Nel 1640 era esecutore contro la bestemmia. Raggiunse l'apice della carriera il 9 novembre 1649, quando fu eletto procuratore di San Marco de citra.